# Valentina Bellè
Pour les articles homonymes, voir Bellè.
Valentina Bellè, née le 16 avril 1992 à Vérone, est une actrice et mannequin italienne.

## Biographie
Valentina Bellè est née à Vérone en 1992 d'un père italien et d'une mère allemande. Dès son plus jeune âge, elle s'intéresse à l'art et commence à étudier la comédie. Après le lycée, Valentina travaille comme mannequin, participe à des défilés de mode et à des séances photo,, tandis qu'en 2010, elle joue avec Davide Silvestri (it) dans le clip vidéo Arriverà chanté par Emma Marrone sur une musique de Modà. En 2012, Valentina part pour quatre mois à New York, où elle suit les cours du Lee Strasberg Theatre and Film Institute, afin de poursuivre ses études d'art dramatique.
De retour en Italie en août 2012, l'actrice participe à un atelier de Robert Castle à Vienne et, en septembre, à un atelier de Michael Margotta à Rome. Elle travaille à Turin, pendant un mois, comme traductrice pour Michael Margotta dans la production d'une pièce de théâtre. En 2013, elle tente d'entrer au Centro sperimentale di cinematografia (CSC) de Rome, où elle est refusée ; elle part donc à Londres pour apprendre l'anglais britannique et tenter d'entrer à la Royal Academy of Dramatic Art, mais revient à Rome pour entrer au CSC, une place s'étant libérée. Bellè a reçu le prix de la meilleure actrice dans un rôle principal en 2014 au Festival web de Rome, pour la websérie Under, réalisée par Ivan Silvestrini.
À Rome, une fois diplômée du CSC, elle commence à travailler dans le monde de la télévision ; elle décroche un petit rôle dans La vita oscena, un film dramatique en compétition à la Mostra de Venise 2014, réalisé par Renato De Maria, et la comédie La buca (2014), de Daniele Ciprì avec Sergio Castellitto. En 2013, elle joue dans la série policière Squadra narcotici 2 tandis qu'en 2015, elle participe à Contes italiens, réalisé par Paolo et Vittorio Taviani. La même année, Bellè réapparaît à la télévision en tant que protagoniste dans la série Grand Hotel de la Rai, où l'actrice joue le rôle d'Adele Alibrandi, une jeune fille des propriétaires de l'hôtel qui enquête sur la disparition de la sœur d'un des serveurs.
L'année suivante, à l'âge de 24 ans, Bellè participe à la série télévisée italo-américaine Les Médicis : Maîtres de Florence, dans laquelle elle incarne Lucrezia Tornabuoni, la mère de Laurent de Médicis. Début 2017, Bellè travaille aux côtés de Luca Argentero et Giacomo Ferrara dans le film Il permesso - 48 ore fuori (it) réalisé par Claudio Amendola. Valentina tient ensuite le rôle de Nina dans Amori che non sanno stare al mondo réalisé par Francesca Comencini, et poursuit à la télévision sur Rai 1 avec le feuilleton Sirene où elle tient le rôle de Yara. L'année se termine avec le film Une affaire personnelle. Sur le tournage de ce dernier film, Valentina rencontre Luca Marinelli, un acteur avec lequel elle collabore ensuite dans le film Fabrizio De André - Principe libero (it) dans le rôle de Dori Ghezzi. En 2018, elle participe également au tournage de Genius, une série consacrée à la vie de Pablo Picasso interprétée par Antonio Banderas.
En 2019, elle joue dans la série de la Rai Volevo fare la rockstar.

## Filmographie

### Longs-métrages de cinéma
- 2014 : La vita oscena de Renato De Maria
- 2014 : La buca de Daniele Ciprì : Arianna
- 2015 : Contes italiens (Maraviglioso Boccaccio) de Paolo et Vittorio Taviani : la sœur d'Emilia
- 2017 : Il permesso - 48 ore fuori (it) de Claudio Amendola : Rossana
- 2017 : Amori che non sanno stare al mondo de Francesca Comencini : Nina
- 2017 : Une affaire personnelle (Una questione privata) de Paolo et Vittorio Taviani : Fulvia
- 2019 : Dolceroma (it) de Fabio Resinaro (it) : Jacaranda Ponti
- 2019 : L'Homme du labyrinthe (L'uomo del labirinto) de Donato Carrisi : Samantha Andretti
- 2021 : Il Divin Codino : L'art du but par Roberto Baggio (Il Divin Codino) de Letizia Lamartire : Andreina
- 2023 : Ferrari de Michael Mann
- 2023 : Lubo de Giorgio Diritti
- 2024 : Sei fratelli de Simone Godano : Luisa

### Télévision
- 2015 : Sfida al cielo - La narcotici 2 (série télévisée) : Arianna
- 2015 : Grand Hotel (it) (série télévisée) : Adele Alibrandi
- 2016 : Les Médicis : Maîtres de Florence (série télévisée) : Lucrezia (8 épisodes)
- 2017 : Sirene (mini-série) : Yara (2 épisodes)
- 2018 : Genius (série télévisée) : Jacqueline Roque (2 épisodes)
- 2018 : Fabrizio De André - Principe libero (it), téléfilm de Luca Facchini : Dori Ghezzi

### Courts-métrages
- 2014 : Under the Series d'Ivan Silvestrini : Alice
- 2018 : Il natale di Lia de Michele Giamundo et Massimo Trognoni : Lia